# Forcella (Napoli)
Forcella (Furcella in napoletano) è una zona di Napoli del centro storico, situata tra i quartieri Pendino e San Lorenzo a ridosso di via Duomo e tra Spaccanapoli e il corso Umberto I. Il nome del quartiere deriva dal suo caratteristico bivio ad ipsilon (Y) che ricorda le fattezze di una forcella.
Forcella è lo scenario del primo episodio di Ieri, oggi, domani di Vittorio De Sica, in cui Adelina (Sophia Loren), per evitare la prigione per spaccio di sigarette di contrabbando, continua a farsi mettere incinta dal marito (Marcello Mastroianni). Il film si ispirò ad un fatto realmente accaduto che fu oggetto di un'interrogazione parlamentare.
A Forcella sono anche situati il teatro Trianon, di fronte al quale si trova anche l'antichissimo Cippo a Forcella, pietre un tempo facenti parte della porta muraria di Neapolis, da cui l'espressione napoletana: «‘Sta cosa s’arrecorda ‘o Cippo a Furcella», per dire che è una cosa molto vecchia.
Tra gli anni '70 e '90 questa zona ha giocato un ruolo decisivo nelle logiche di camorra della città, quando Luigi Giuliano era il boss del clan Giuliano di Forcella. In seguito ha contribuito a lanciare un urlo alla non-camorra il prete napoletano don Luigi Merola della vicina chiesa di San Giorgio Maggiore. Con gran coraggio e diplomazia, dando dimostrazione alla delinquenza locale, alla cittadinanza e, soprattutto, ai giovani che si deve combattere per un proprio ideale e che non ci si deve mai arrendere anche di fronte a situazioni difficili.

## Monumenti e luoghi d'interesse

### Il murales di "Gennaro"
Nel settembre 2015 è stato realizzato a Piazza Crocelle ai Mannesi il grande volto di “Gennaro”, omaggio al santo Patrono napoletano firmato dall'artista Jorit Agoch. L'opera di street art ha restituito alla città una versione contemporanea del volto di san Gennaro, ispirata, come lo stesso artista ha dichiarato, ad un amico dello stesso, giovane operaio, scelto per sciogliere la santità del Santo nel corpo del popolo partenopeo. Il tratto di Jorit, ispirato ai modelli caravaggeschi, (che somiglia molto al ex boss della camorra Luigi Giuliano, padrone incontrastato del quartiere Forcella nel periodo tra gli anni '70 fino a fine anni '90) è immediatamente riconoscibile grazie allo studio del ritratto fotografico e dall'incisione del “rito pittorico”, sua firma e simbolo di appartenenza alla “Human Tribe” fondata sul principio assoluto dell'eguaglianza. A seguito del particolare fermento religioso popolare incitato dall’opera, per la prima volta nella storia dell'arte urbana, l’opera ha ricevuto una benedizione dal parroco della chiesa di San Giorgio Maggiore. Il progetto è stato curato da INWARD Osservatorio sulla Creatività Urbana e da Stefano Maria Capocelli, con il patrocinio della Eccellentissima Deputazione della Reale cappella del Tesoro di san Gennaro e del Museo del Tesoro di san Gennaro, e con il supporto tecnico del Comune di Napoli.

### Palazzi storici
- Castel Capuano
- Monte dei Poveri - Palazzo Ricca e Palazzo Cuomo[4]
- Palazzo Santa Maria Porta Coeli
- Teatro Trianon

### Chiese e complessi religiosi
- Chiesa di Sant'Agostino alla Zecca
- Chiesa di Sant'Agrippino a Forcella
- Chiesa di San Giorgio Maggiore
- Chiesa di Santa Maria della Pace
- Chiesa di Santa Maria Egiziaca a Forcella
- Chiesa di Santa Maria a Piazza
- Chiesa di Santa Maria a Sicola
- Basilica della Santissima Annunziata Maggiore

### Musei
- Museo del tesoro di San Gennaro
- ilCartastorie - Museo dell'Archivio Storico della Fondazione Banco di Napoli[4]
- Pio Monte della Misericordia